# TACR2
TACR2 (англ. Tachykinin receptor 2), NK2R – білок, який кодується однойменним геном, розташованим у людей на короткому плечі 10-ї хромосоми. Довжина поліпептидного ланцюга білка становить 398 амінокислот, а молекулярна маса — 44 442.
| 10         |  | 20         |  | 30         |  | 40         |  | 50         |
| ---------- |  | ---------- |  | ---------- |  | ---------- |  | ---------- |
| MGTCDIVTEA |  | NISSGPESNT |  | TGITAFSMPS |  | WQLALWATAY |  | LALVLVAVTG |
| NAIVIWIILA |  | HRRMRTVTNY |  | FIVNLALADL |  | CMAAFNAAFN |  | FVYASHNIWY |
| FGRAFCYFQN |  | LFPITAMFVS |  | IYSMTAIAAD |  | RYMAIVHPFQ |  | PRLSAPSTKA |
| VIAGIWLVAL |  | ALASPQCFYS |  | TVTMDQGATK |  | CVVAWPEDSG |  | GKTLLLYHLV |
| VIALIYFLPL |  | AVMFVAYSVI |  | GLTLWRRAVP |  | GHQAHGANLR |  | HLQAMKKFVK |
| TMVLVVLTFA |  | ICWLPYHLYF |  | ILGSFQEDIY |  | CHKFIQQVYL |  | ALFWLAMSST |
| MYNPIIYCCL |  | NHRFRSGFRL |  | AFRCCPWVTP |  | TKEDKLELTP |  | TTSLSTRVNR |
| CHTKETLFMA |  | GDTAPSEATS |  | GEAGRPQDGS |  | GLWFGYGLLA |  | PTKTHVEI   |

A: Аланін

C: Цистеїн

D: Аспарагінова кислота

E: Глутамінова кислота

F: Фенілаланін

G: Гліцин

H: Гістидин

I: Ізолейцин

K: Лізин

L: Лейцин

M: Метіонін

N: Аспарагін

P: Пролін

Q: Глутамін

R: Аргінін

S: Серин

T: Треонін

V: Валін

W: Триптофан

Кодований геном білок за функціями належить до g-білокспряжених рецепторів, білків внутрішньоклітинного сигналінгу. 
Локалізований у клітинній мембрані. Лігандом до цього рецептора є нейрокінін А, представник сімейства тахікінінів (звідки інша назва NK2R).

## Потенційне медичне значення
Дослідники з Університету Копенгагена виявили новий перспективний підхід до лікування ожиріння та діабету 2 типу, спрямований на активацію рецептора нейрокініну 2 (NK2R). Ось ключові моменти дослідження: 
1. Активація NK2R знижує апетит, підвищує витрати енергії та покращує чутливість до інсуліну без побічних ефектів, характерних для існуючих препаратів (нудота, блювота, втрата м'язової маси).
2. На відміну від поточних інкретин-базованих терапій, новий підхід також збільшує здатність організму спалювати калорії.
3. Дослідження на мишах та приматах з діабетом 2 типу та ожирінням показали, що активація NK2R знижує вагу тіла та покращує метаболічні показники.
4. Цей метод може бути особливо ефективним для 380 мільйонів людей, які страждають одночасно від ожиріння та діабету 2 типу і погано реагують на існуючі методи лікування.
5. Університет Копенгагена володіє патентними правами на таргетування NK2R, а дослідження вже призвело до створення трьох біотехнологічних компаній.